# Weingut Robert Weil

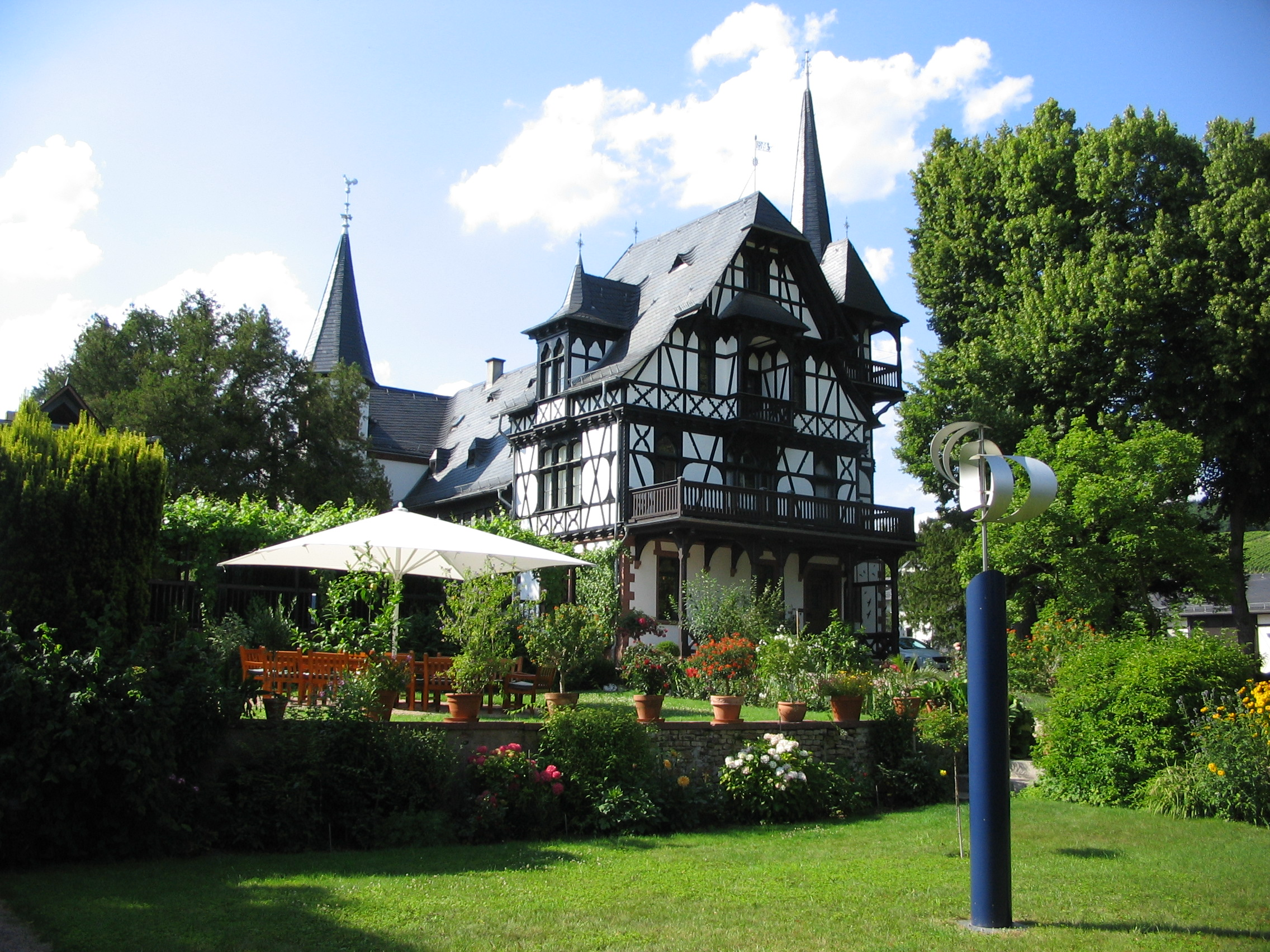
Frühere Suttonvilla, Stammhaus des Weinguts Robert Weil

Das Weingut Robert Weil in Kiedrich ist ein Weingut im Weinanbaugebiet Rheingau. Es ist seit 1907 Mitglied im Verband Deutscher Prädikatsweingüter (VDP) und bewirtschaftet 89,80 Hektar Rebfläche.

## Geschichte
Robert Weil (1843–1923), ein Bruder des damaligen Pfarrers und Chorregenten in Kiedrich, erwarb im Jahr 1875 das Wohnhaus des verstorbenen Sir John Sutton, der als Entdecker und Förderer des Kiedricher Kulturerbes gilt, und baute hier ein Weingut auf.
Die ersten Rebflächen hatte er schon 1867 im Kiedricher Berg erworben. 1920 übernahm sein Sohn Wilhelm Weil (1888–1971) das Weingut und führte es bis 1959. Danach übernahm dessen Sohn Robert Weil (1931 – 1989) die Leitung. 1987 ging das Weingut mit Wilhelm Weil (1963–) an die vierte Generation über.
Das Weingut ist seit 1988 in Besitz des japanischen Getränkeherstellers Suntory. Suntory investierte große Summen in die Erweiterung der Rebflächen und die Modernisierung der Kelleranlagen. Entscheidenden Anteil daran, das Weingut „an die Spitze zu führen“, habe jedoch das Wirken von Wilhelm Weil als Direktor.

## Weine und Lagen
Das Weingut baut seit jeher ausschließlich die für den Rheingau typische Rebsorte Riesling an. Die Lagen befinden sich allesamt in der Gemarkung Kiedrich. Es handelt sich dabei um die Lagen Kiedricher Gräfenberg, Kiedricher Klosterberg und Kiedricher Turmberg. Die Lage Kiedricher Gräfenberg ist als VDP Große Lage klassifiziert, die anderen beiden als VDP Erste Lage. Insgesamt werden rund 90 ha bewirtschaftet. 2018 wurden rund 650.000 Flaschen produziert.